# Ранчитос Лас Ломас (Тексас)
Ранчитос Лас Ломас (енгл. Ranchitos Las Lomas) насељено је место без административног статуса у америчкој савезној држави Тексас.

## Демографија
По попису из 2010. године број становника је 266, што је 68 (-20,4%) становника мање него 2000. године.
| Група             | 2000.       | 2010.       |
| Белци             | 4 (1,2%)    | 6 (2,3%)    |
| Афроамериканци    | 0 (0,0%)    | 1 (0,4%)    |
| Азијати           | 0 (0,0%)    | 0 (0,0%)    |
| Хиспаноамериканци | 329 (98,5%) | 259 (97,4%) |
| Укупно            | 334         | 266         |